# 黒藤結軌
黒藤 結軌（くろふじ ゆうき、1986年12月2日- ）は、日本の俳優。茨城県出身。グロリアスクリエーションズ、演劇ユニット「PUPA」所属。

## 出演作品

### 舞台
- 「シブヤ×アキバ 〜カノジョはボクの青い鳥〜」（2009年、恵比寿・エコー劇場） - 坂本刑事 役
- 「BUTLER×BATTLER〜執事王選手権〜」（2010年、シアターサンモール） - タケシ 役
- 「シブヤ×アキバ〜カノジョはボクの青い鳥・未来ver. 〜」（2010年、シアターサンモール、世界館（大阪）、シアターグリーン） - 服部 役
- 「テガミ」（2011年、萬劇場） - サムライ 役
- 「VOYAGE 〜光の射す方へ〜」（2011年、シアターサンモール） - 看守溝口 役
- 「ピルグリム」（2011年、GEKIBA） - 主演：六本木実篤 役
- 「PEACE MAKER 〜新撰組参上〜」（2011年、シアターGロッソ） - 原田左之助 役
- 「空隙」（2011年、てあとるらぽう） - 親友 役（ゲスト出演）
- 「アメリカン家族」（2011年、調布市せんがわ劇場） - 鈍二 役
- 「虹色サラウンド」（2011年、ウッディーシアター） - 光男 役
- 「MIDNIGHT DREAM〜機械城奇譚〜」（2011年、中目黒キンケロシアター） - 銃 役
- 「真田十勇士」（2011年、天王洲 銀河劇場） - 徳川軍忍 役
- 「不思議な町の王子様」（2012年、シアターサンモール） - ジャンパー 役
- 「新撰組異聞PEACE MAKER」（2012年、シアターGロッソ） - 原田左之助 役
- 「Sometime Somewhere」（2012年、ウッディーシアター） - 村田拓海 役
- 「Nouvelle Vagu」（2012年、シアターサンモール） - ジョロ　役
- 「君に降りそそぐ、天上の花」（2012年、劇場HOPE） - 早乙女京治郎 役
- 「眠れぬ町の王子様 〜prince of the sleepless town〜」（2012年、全労済スペース・ゼロ） - 百鬼一太郎 役
- 「さよなら、カケラルーム」（2012年、キンケロシアター） - 拓弥 役
- 「人狼TLPX × 新撰組〜壬生村の狼〜」（2013年、吉祥寺シアター） - 武田観柳斎 役
- 「人狼 ザ・ライブプレイングシアター〜#06:VILLAGE IV〜」（2013年、シアターブラッツ）- 学者・リュー 役
- 「フューチャーブラザーズ」（2013年、中野ザ・ポケット） - 九条 役
- 「ロックンロール・ダイアリーズ#1」（2013年、シアターブラッツ） - ムーヤン 役
- 「君がいく先に光がさすように」（2013年、TACCS 1179） - 遠山莞爾 役
- 「アカトミドリノトキ」（2013年、TACCS1179） - 翔太 役
- 「宵闇よりも速く駆けて」（2014年、TACCS1179） - 中島 役
- 「ハマトラ THE STAGE-CROSSING TIME－」（2014年、俳優座劇場） - ムラサキ 役
- 「オリオンからの手紙〜KOKUHAKU〜」（2014年、トリプルトゥエンティ） - ロク 役
- 「CLOCK ZERO 〜終焉の一秒〜」（2014年、博品館劇場） - 長 役
- 「56W.x〜ぼくのサンタクロース〜」（2014年、TACCS 1179） - 鮫島大悟 役
- 「ハマトラ THE STAGE -DOUBLE MISSION-」（2015年、星陵会館ホール） - ムラサキ 役
- 「幕末！天命、投げ売りのクマさん」（2015年、TACCS 1179） - 坂本龍馬 役
- 「殺し屋にくびったけ〜氷室浩介を救出せよ〜」（2015年、笹塚ファクトリー） - 松田栄太 役
- 「イツツメキセツ」（2015年、TACCS 1179） - アスター 役
- 「CLOCK ZERO 〜終焉の一秒〜 Re-verse-mind」（2015年、シアターサンモール） - 長 役
- 「月下燦然ノ星-帝都綺譚-」（2015年、シアターグリーン Box in Box） - 宇崎浩二 役
- 「音無村のソラに鐘が鳴る」（2015年、TACCS 1179） - 新田 役

### テレビドラマ
- JIN-仁-（2009年、TBS）
- ザ・クイズショウ（2009年、日本テレビ）
- 夜光の階段（2009年、テレビ朝日）
- タンブリング（2010年、TBS）
- 行列の女神～らーめん才遊記〜（2020年、テレビ東京）
- 24 JAPAN（2020年10月9日 - 、テレビ朝日） - CTU職員 役
- マイファミリー（2022年4月10日 - 、TBS） - 刑事 役

### 映画
- ケータイ音楽ドラマ 『DOR@MO（ドラモ）』ラヴ・ノーツ 十二の果実。/ゴスペラーズ

### テレビアニメ
- ぼのぼの（2016年、フジテレビ）　- スナドリネコさん[1]、しまっちゃうおじさん、スカーさん ピッポさん、ボーズくんのお父さん[2]役

### CM
- 舞台「ハマトラ THE STAGE-CROSSING TIME－」TVCM（テレビ東京） - ナレーション

### 雑誌
- 「StagePASH! Vol.01.」（2014年、主婦と生活社）